# Crambus sibiricus
Crambus sibiricus là một loài bướm đêm trong họ Crambidae.